# Lemele
Lemele is een dorp in de gemeente Ommen in de Nederlandse provincie Overijssel, gelegen aan de voet van de Lemelerberg. Op 1 januari 2023 telde Lemele 1.570 inwoners. De naam Lemele is afgeleid van het leem dat vroeger in en om de Lemelerberg werd gevonden. Uit vondsten bij afgravingen is gebleken dat al 2000 jaar voor het begin van onze jaartelling mensen rond de Lemelerberg woonden. De eerste keer dat Lemele wordt vermeld is in 1474.

## De Tichelerij
De in Leiden geboren Carel Godefroi de Moen kocht in 1840 een stuk grond aan de Ledeboerweg om er een steenpannen- en tichelfabriek te stichten. Onder de naam De Moen en Compagnons konden met medewerking van ds. Van Raalte, Dirk Blikman Kikkert en Elias Ravenhorst zijn plannen worden uitgevoerd. De steenfabriek, die beter bekendstaat als De Tichelerij, bood werk aan ongeveer dertig mensen. De locatie aan de voet van de Lemelerberg was natuurlijk ideaal, aangezien leem de belangrijkste grondstof was voor de fabriek. Toen in 1855 het Overijssels kanaal tussen Almelo en Zwolle werd aangelegd, werd de fabriek verplaatst naar de Kingmaweg aan dit kanaal.
In de loop van de jaren traden de compagnons een voor een uit de steenfabriek. In 1862 verkocht Dirk Blikman Kikkert als laatst overgeblevende compagnon zijn aandeel aan Marten Kingma. Tien jaar later besloot Marten Kingma na de uitvinding van de melkcentrifuge de steenfabriek om te zetten in een zuivelfabriek.

## De Kerk

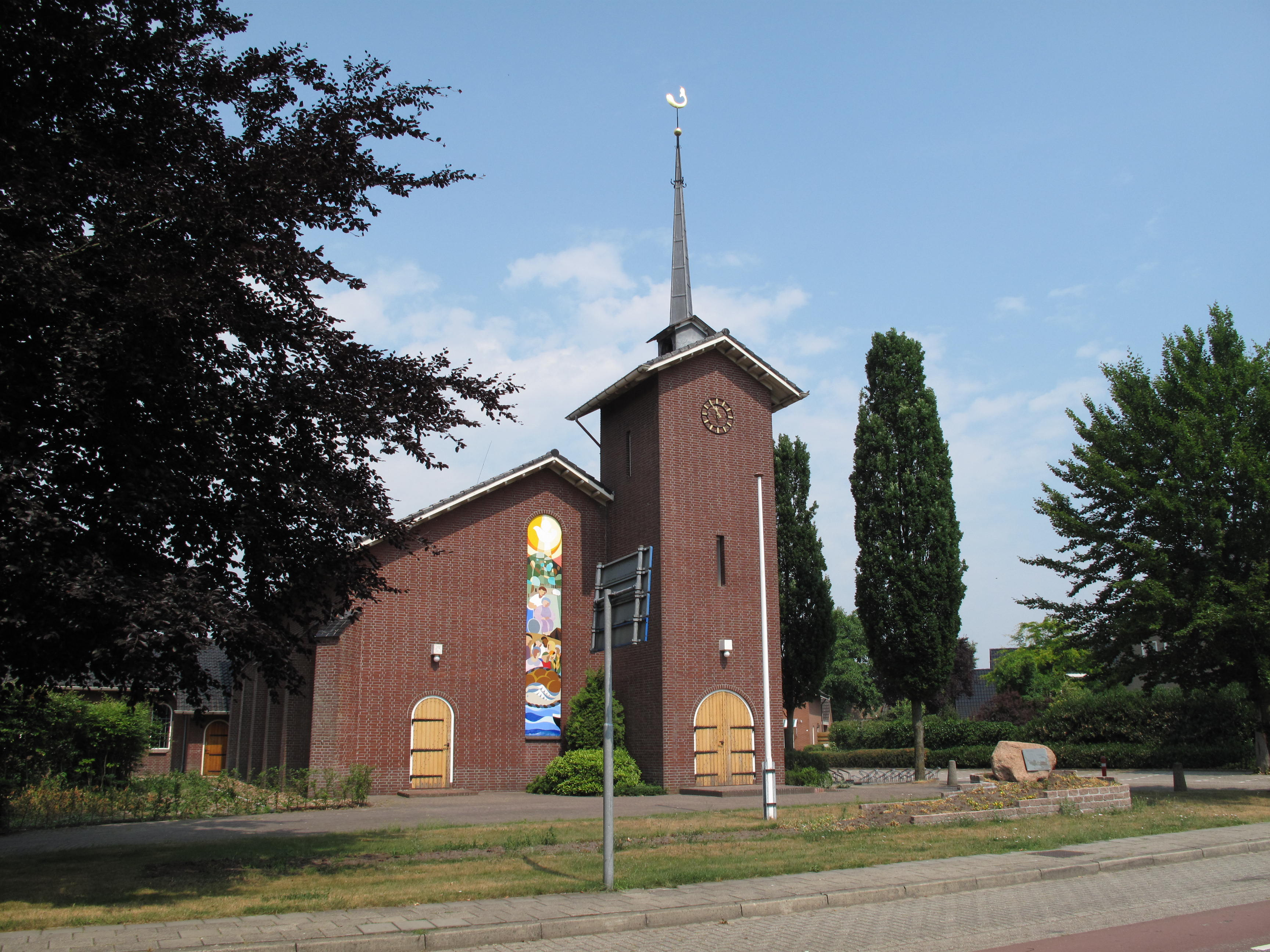
Lemele, kerk

Rond 1860 werd de commissie tot stichting ener Hervormde Gemeente van Lemele en Archem in het leven geroepen. Op dat moment gingen de inwoners van Lemele nog grotendeels zo'n negen kilometer te voet naar Ommen om daar zondags de kerkdienst bij te wonen. Na een week hard werken bleek dit echter voor vele mensen een te zware opgave, waardoor de bouw van een kerk noodzakelijk werd geacht. De grond voor de bouw van de kerk met pastorie werd geschonken door W.G. Leestemaker en B.J. Immink. De bouw werd gefinancierd door bijdragen van eigen gemeenteleden, andere hervormde kerken, giften en een fonds voor noodlijdende kerken. Op 21 mei 1865 werd de koepelkerk ingewijd. De eerste predikant van de gemeente was Foppe Allerd Hingst.
In 1891 vond de eerste grote verbouwing van de kerk plaats. De koepel werd hierbij afgebroken, omdat deze te veel onderhoud vergde. In 1923 blijkt de kerk te klein te zijn geworden voor de Lemeler bevolking en wordt de kerk uitgebreid met een galerij. Ook deze kerk bleek echter al snel te klein. Eind jaren dertig werd dan ook besloten tot de bouw van een nieuwe kerk. Deze nieuwe kerk werd vervolgens op 5 januari 1940 in gebruik genomen.

## Recreatie

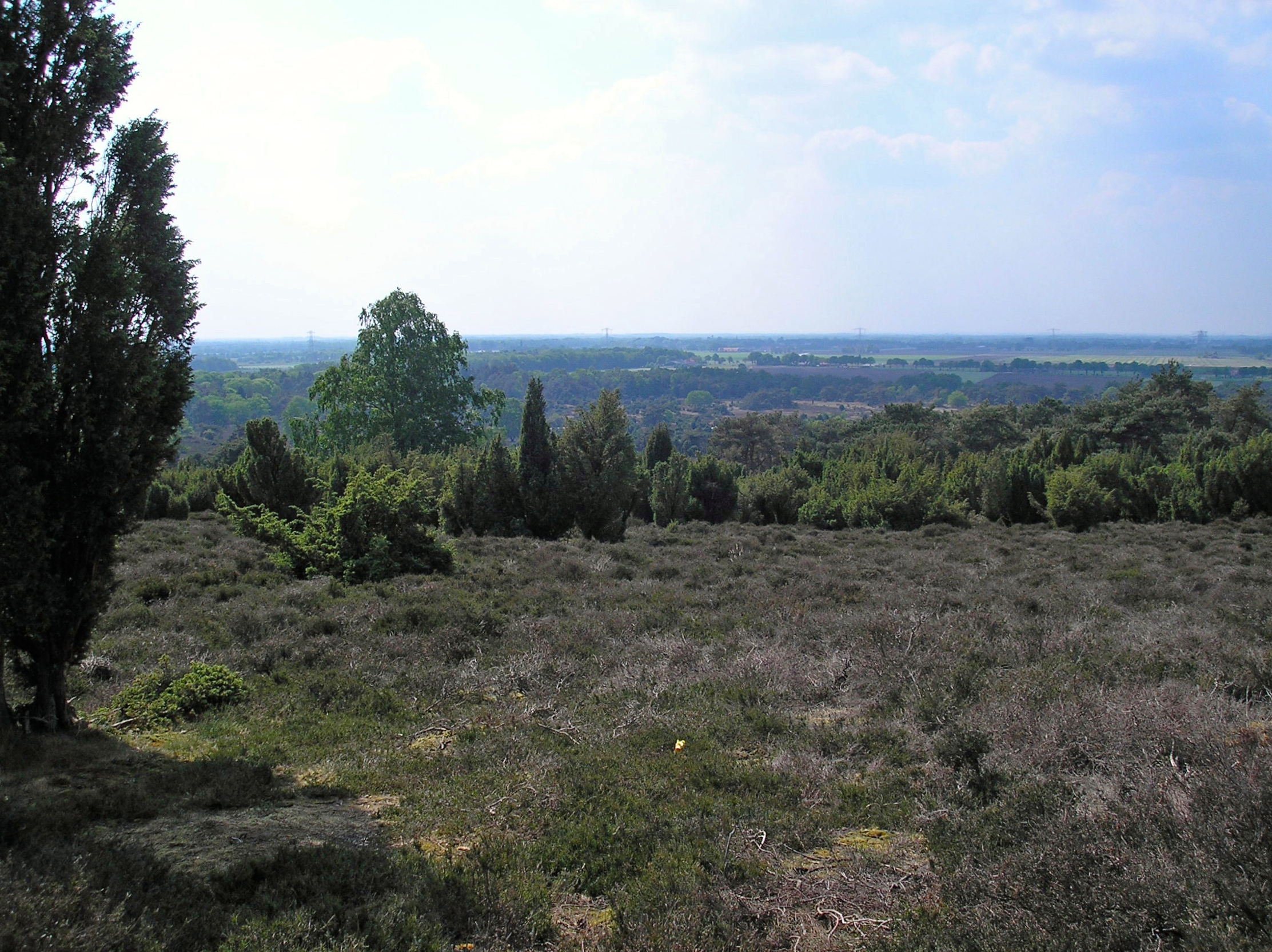
Lemelerberg

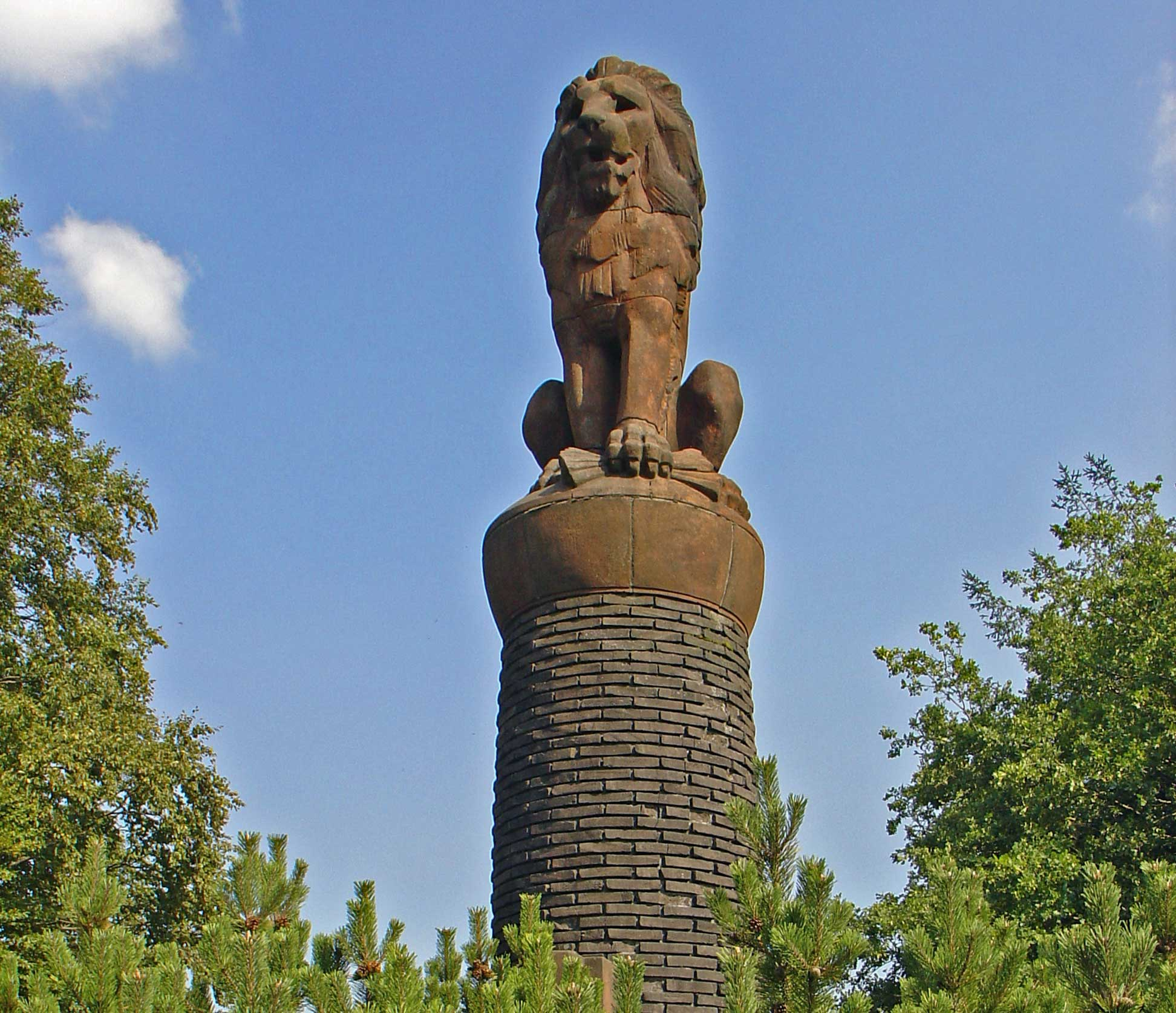
De staande leeuw

Ten westen van Lemele ligt de Lemelerberg. Deze vormt vooral in de zomer een toeristische trekpleister. In Lemele is ook de regionaal bekende discotheek Zaal Dijk gevestigd. Op de Lemelerberg staat een leeuw. Toen het monument, dat aan het 100-jarig bestaan van het Koninkrijk der Nederlanden herinnert, in 1913 in Park 1813 onthuld werd, was het een liggende leeuw. In 1923 werd het monument verplaatst naar het hoogste punt van de Lemelerberg. In 1934 werd het, gefinancierd door een legaat van Jhr. Johan Hora Siccama van de Harkstede (1853-1928) vervangen door een staande leeuw.

## Oorlogsmonument
Op de Algemene Begraafplaats in Lemele staat een oorlogsmonument, ontworpen door Arnold Vos en Seine Seigers en onthuld op 4 mei 2010. Het bestaat uit twee ijzeren aardbollen, die in elkaar geschoven zijn. Vanuit de binnenste aardbol breekt een duif door met een takje in zijn snavel. De duif toont het nieuwe leven, dat doorgaat ondanks de wreedheden van de oorlog.